# 허재호 (배우)
허재호(1980년 12월 22일 ~ )는 대한민국의 배우이다.

## 학력
- 한림대학교 체육학과
- 강원고등학교

## 출연작

### 영화
- 《감쪽같은 그녀》 (2019년) - 마트 남직원 역
- 《원더풀 고스트》 (2018년) - 풍기 역
- 《코리아》 (2012년) - 뉴스 회사원 역
- 《음치클리닉》 (2012년) - 동창 4 역
- 《도가니》 (2011년) - 방송피디 역
- 《의뢰인》 (2011년) - 배심원 역

### 드라마
- 《미남당》(2022년, KBS2) - 김상협 역
- 《어느 날 우리 집 현관으로 멸망이 들어왔다》 (2021년, tvN) - 지조킹 역
- 《타임즈》 (2021년, OCN) - 윤성호 역
- 《바람피면 죽는다》 (2020년, KBS2) - 문정호 역
- 《18 어게인》 (2020년, JTBC) - '위기의 부부' 남편 1 역 (특별출연)
- 《편의점 샛별이》 (2020년, SBS) - 배근식 부장 역
- 《굿캐스팅》 (2020년, SBS) - 변우석 역
- 《더 킹 : 영원의 군주》 (2020년, SBS) - 김복만 역 (특별출연)
- 《청일전자 미쓰리》 (2019년, tvN) - 조용수 역
- 《열혈사제》 (2019년, SBS) - 왕맛푸드 기홍찬 사장 역
- 《국민 여러분!》 (2019년, KBS2) - 최필주 역
- 《플레이어》 (2018년, OCN) - 대포차 사장 역
- 《드라마 스테이지 - 마지막 식사를 만드는 여자》 (2018년, tvN) - 교도관 역
- 《블랙》 (2017년, OCN) - 박귀남 역
- 《귓속말》 (2017년, SBS) - 노기용 역
- 《미씽나인》 (2017년, MBC) - 김기환 기자 역
- 《38사기동대》 (2016년, OCN) - 장학주 역
- 《신분을 숨겨라》 (2015년, tvN) - 정상준 실장 역
- 《나의 유감스러운 남자친구》 (2015년, MBC 드라마넷) - 최기남 역
- 《나쁜 녀석들》 (2014년, OCN) - 차실장 역
- 《연애 말고 결혼》 (2014년, tvN) - 엄대식 역
- 《꽃할배 수사대》 (2014년, tvN) - 송진철 역
- 《응급남녀》 (2014년, tvN) - 장대일 역
- 《굿 닥터》 (2013년, KBS2) - 장동구 역
- 《KBS 드라마 스페셜 - 복마전》 (2012년, KBS2) - 장윤기 역
- 《대왕의 꿈》 (2012년, KBS1) - 충자 역
- 《풀하우스 테이크 2》 (2012년, SBS) - 소지성 역
- 《KBS 드라마 스페셜 연작 시리즈 - 사백년의 꿈》 (2011년, KBS2) - 동민 역
- 《싸인》 (2011년, SBS)
- 《전우》 (2010년, KBS1) - 강칠 역
- 《열혈 장사꾼》 (2009년, KBS2)